# Costume du Brunswick
 (août 2022).
Si vous disposez d'ouvrages ou d'articles de référence ou si vous connaissez des sites web de qualité traitant du thème abordé ici, merci de compléter l'article en donnant les références utiles à sa vérifiabilité et en les liant à la section « Notes et références ».

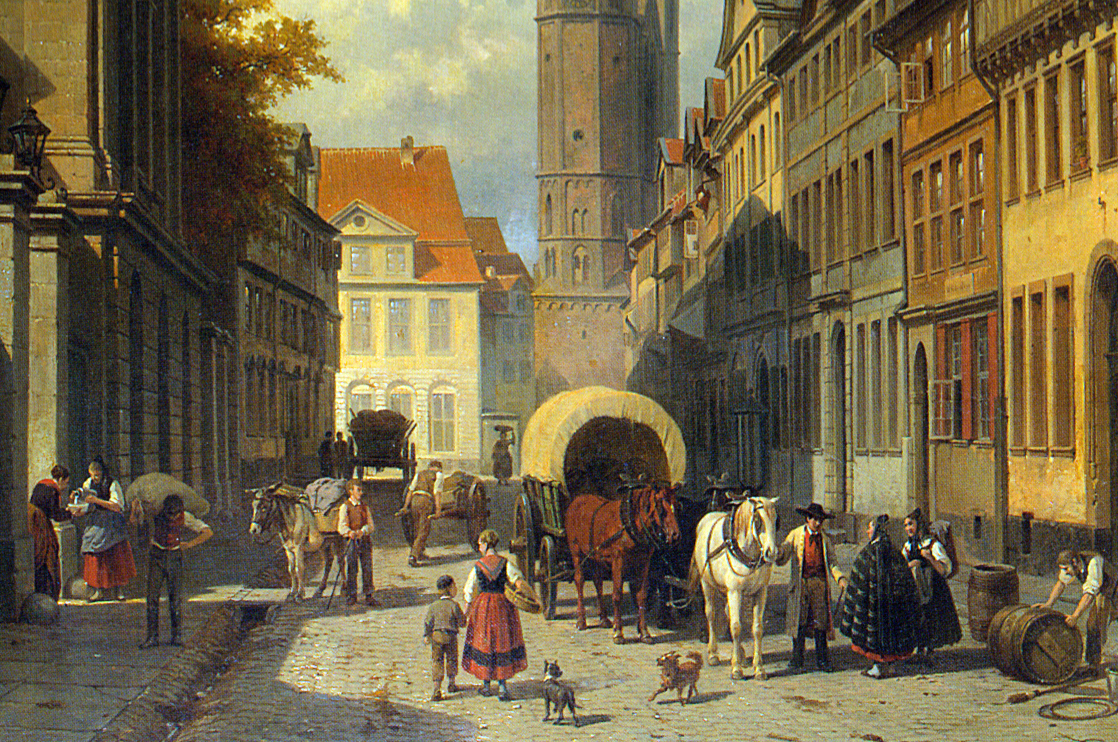
Scène de rue à Brunswick de Jacques Carabain

Le costume du Brunswick (Braunschweiger Tracht) est le costume traditionnel du duché de Brunswick dont les codes ont été fixés dans les années 1840. Il était porté dans tout le duché, ainsi que dans les régions limitrophes avec quelques variantes.

## Costume féminin

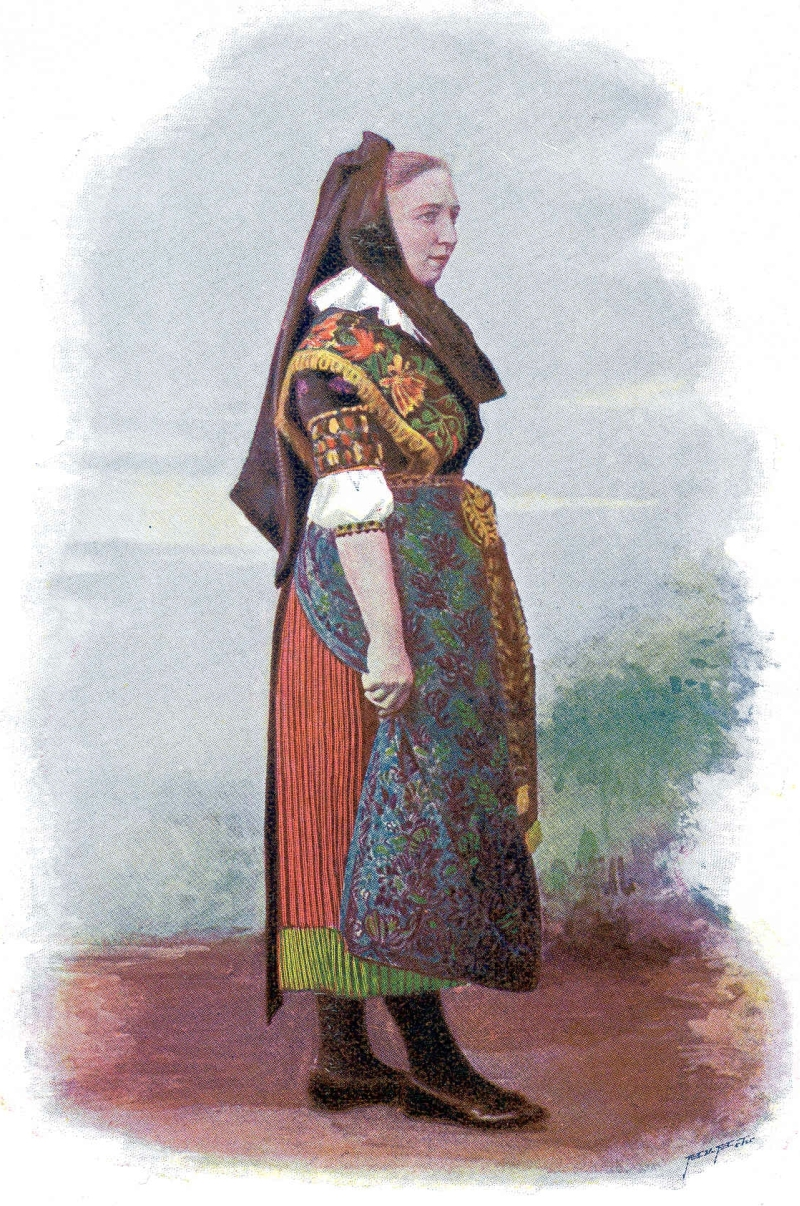
Costume féminin de Waggum en 1901

Le costume des femmes est de couleur claire avec une jupe jusqu'au chevilles de couleur rouge galonnée en bas d'un ruban vert et recouverte d'un tablier de couleur qui laisse voir les côtés et l'arrière de la jupe. Les femmes portent une blouse de dentelle blanche, dont les manches en ruché et le col (parfois orné d'une fraise de dentelle fermée par un nœud de rubans de soie) sont apparents, et qui sort d'un corsage de couleur noire ou bleu foncé fermé par de petits boutons. Il est recouvert d'un fichu croisé sur la poitrine dont le pan arrière pointe dans le dos. La blouse elle-même est recouverte d'un fichu à trois pointes de coton blanc.
La petite coiffe de soie noire tient avec de longs rubans noirs noués sous le menton et est ornée derrière par deux longs rubans de soie noire tombant dans le dos.
Les femmes portent des bas noirs avec des souliers de cuir noir ornés souvent d'une boucle d'argent.

## Costume masculin

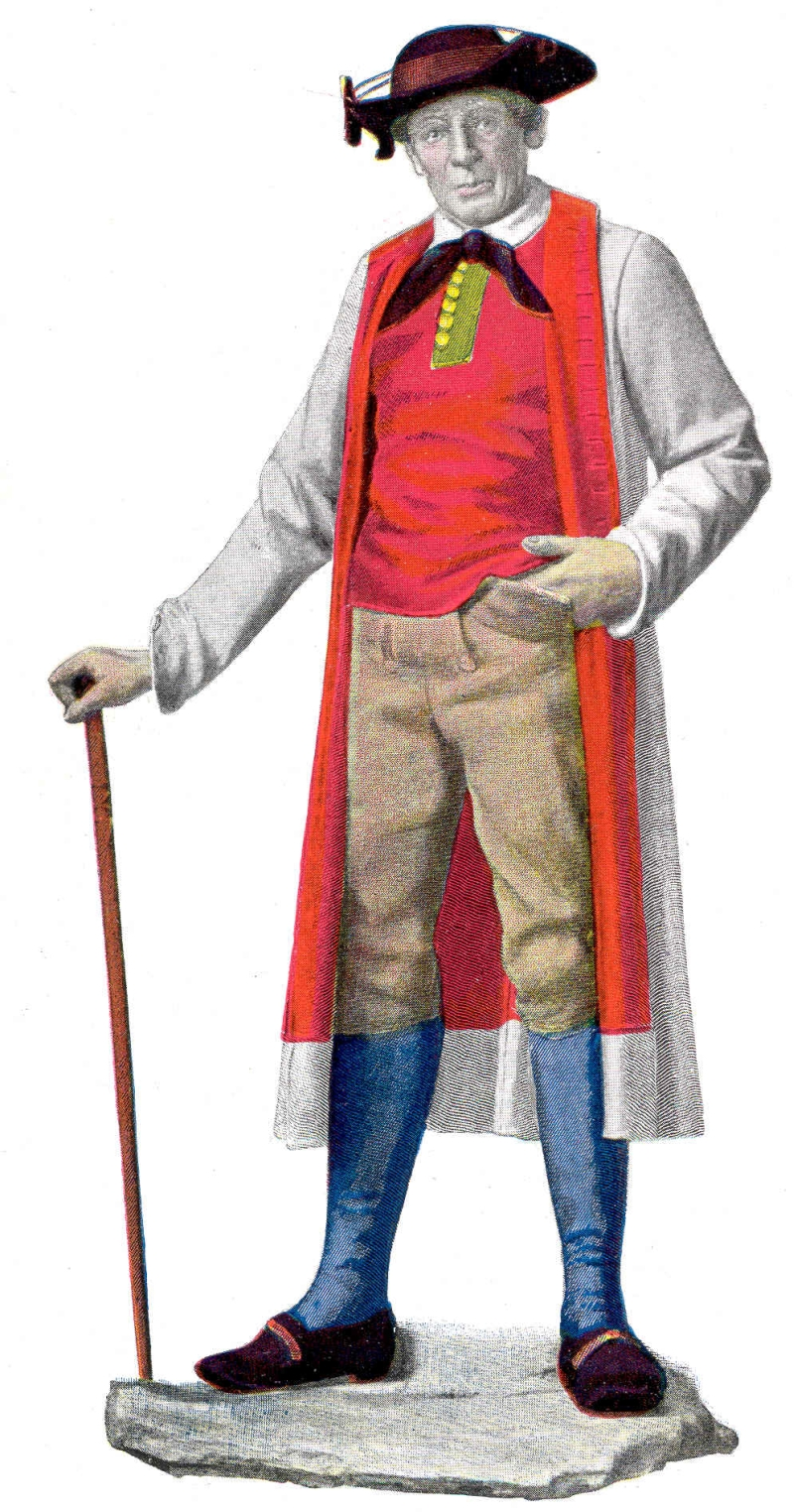
Costume masculin du village de Bortfeld

Le costume masculin se caractérise par sa longue jaquette blanche ou manteau blanc avec une doublure rouge, que l'on trouve également en Basse-Saxe. Ce vêtement qui est orné de pattes de poches en passepoil rouge, se porte jusqu'au bas du mollet et est fermé (ou ouvert) aux deux tiers par une rangée de boutons de laiton.
Le gilet droit (Bostdauk) est étroit et toujours de coton rouge. Il n'est ouvert qu'en-dessous du col, contrairement à la plupart des gilets de l'époque en Europe qui s'ouvrent jusqu'en bas. Il se ferme par six boutons de cuivre jaune du côté gauche dans un galon vert. Une cravate consistant en un nœud plutôt court de couleur noire ferme le col de la blouse blanche tissée en lin. L'étoffe de la cravate est en coton ou en soie.
La culotte (Knüxen) s'arrêtant au-dessous du genou est de cuir clair et se porte avec des bas bleus et des souliers noirs à boucle d'argent.
La coiffure est un large tricorne de feutre noir avec les bords légèrement relevés. Il est orné de différents rubans et d'un bouton de cuivre jaune.